# Canama forceps
Canama forceps là một loài nhện trong họ Salticidae.
Loài này thuộc chi Canama. Canama forceps được Carl Ludwig Doleschall miêu tả năm 1859.